# Broken Roads
Broken Roads es una película estadounidense de un drama familiar escrito, dirigido y producido por Justin Chambers junto al productor William Alejandro IV y la productora/editora Karina Díaz. Protagonizada por Sally Kirkland como Wallace Russo y Aidan Bristow como Aldo Russo. El rodaje comenzó en julio de 2011 y terminó en agosto del mismo año. 
La película se estrenó en Los Ángeles (California) el 19 de septiembre de 2012, seguido de un bis en Lake Havasu City (Arizona) el 8 de noviembre. La película se estrenó en cines el 14 de diciembre de 2012 en algunas ciudades de los EE. UU. por Synkronized Films y Crevice Entertainment Company LLC.

## Sinopsis
La vida de un adolescente se hizo añicos por un trágico accidente de coche. Dejando a su madre muerta y el perdido del mundo. Él está obligado a trasladarse a un pequeño pueblo a vivir con su abuela, a quien nunca ha conocido. Después de vivir juntos descubren que son incapaces de encontrar la paz con sus propios demonios hasta que hayan encontrado la paz con los demás. Caminos rotos es un retrato de la vida en contraste; hacer frente a la pérdida.  

## Reparto
| Actor           | Personaje        |
| --------------- | ---------------- |
| Sally Kirkland  | Sra. Wallace     |
| Aidan Bristow   | Aldo Russo       |
| Shoshana Bush   | Madalyn Gardner  |
| Rolonda Watts   | Shirley          |
| Ross Marquand   | David Warwick    |
| Lisa Glass      | Lorri McGlocklin |
| Terrell Tilford | Brian Pierson    |